# 雄鷹行動
雄鷹行動行动是在九一一袭击事件后，使用E-3空中預警機進行空中巡查的北約行動。
10月4日，也就是九一一袭击事件发生大约一个月后，北大西洋理事会决定遵循《北大西洋公约》第5条發起應對行動並于2001年10月9日开始。这是北约首次遵循“針對任何一個成員國發動的武裝攻擊應被視為是對全體成員國發動的武裝攻擊”的條款。总共有来自13个北约成員國的830名机组人员执行了360次作战行動，時間总计近4300小时。
該行動于2002年5月16日结束。终止的决定“是基于美国防空水平的提升、美国民衆與軍方的加強協作，以及对国土安全需求的強制性评估”。